# Districte d'East Garo Hills
El districte d'East Garo Hills és una divisió administrativa de Meghalaya (Índia), amb capital a Williamnagar. Té una superfície de 2.603 km² i una població (2001) de 250.582 habitants.
Administrativament està format per una sola subdivisió (Resubelpara) i 5 blocks de desenvolupament:
- Samanda
- Songsak
- Dambo-Rongjeng
- Resubelpara
- Kharkutta

Les dues úniques ciutats i municipis són Williamnagar i Resubelpara.
Les muntanyes principals són les d'Arbella amb una altura màxima de 699 metres; la vall del riu Simsang corre per la part sud del districte amb el riu Simsang que és el més important de les muntanyes Garo. Altres rius són el Manda (Dudhnoi), Ildek, Didram i Damring (Krishnoi), tots els quals, a diferència del Simsang, corren cap al nord en direcció al Brahmaputra.
Hi ha un consell Autònom del Districte de Garo Hills, amb algunes competències en aquest districte.